# Catastrophe de Pasta de Conchos
 (juin 2017).
Si vous disposez d'ouvrages ou d'articles de référence ou si vous connaissez des sites web de qualité traitant du thème abordé ici, merci de compléter l'article en donnant les références utiles à sa vérifiabilité et en les liant à la section « Notes et références ».
La catastrophe de Pasta de Conchos est une explosion de méthane ayant provoqué l'emprisonnement des mineurs de la mine de charbon de Pasta de Conchos le 19 février 2006, dans l'État de Coahuila, au Mexique. Elle cause la mort de 65 mineurs. 